# دلالی
دلالی هر نوع عملیات دلالی یا حق‌العمل کاری یا عاملی و همچنین تصدی به هر نوع تأسیساتی که برای انجام بعضی موارد ایجاد می‌شود شغلی است که صاحب آن با معرفی و نزدیک کردن طرفین یک معامله به همدیگر، شرایط و خصوصیات معامله را برای آنان تشریح کرده و سعی می‌کند با تطبیق منافع طرفین، معامله را منعقد کند.
دلال ممکن است در تنظیم سند معامله نیز همکاری کند، اما شغل و وظیفه او صرفاً انجام مذاکرات ابتدایی و فراهم آوردن زمینه توافق است و حق انعقاد قرارداد و همچنین به اجرا گذاشتن تعهدات طرفین یا دریافت و پرداخت موضوع تعهد را ندارد.
امروزه مشاورین املاک و مشاورین خودرو اقدام به تنظیم مبایعه نامه و قولنامه‌های عادی نیز می‌نمایند؛ ولی قوانین ایران تنها نقش مشورتی را برای این نهادها تعریف نموده‌است و وظیفه آن‌ها ارائه مشاوره به مردم می‌باشد. در واقع دلالان حلقه واسط بین طرفین معامله «خریدار و فروشنده» هستند. در بعضی از کشورها دلال‌ها باعث نوسان قیمت در بازار می‌شوند و توسط پلیس بازارهای مربوطه با آنان برخورد می‌شود.

## قانون تجارت
دلالی به موجب بند ۳ ماده ۲ قانون تجارت یک حرفه تجاری تلقی شده، به همین جهت دلال تاجر محسوب شده و باید از مقررات مربوط به بازرگانان پیروی کند. حتی اگر معامله‌ای که واسطه آن می‌شود تجاری نباشد. یا آنکه «معامله‌ای برای اشخاص غیر تاجر انجام دهد»
همچنین ماده ۳۳۵ این قانون نیز دلال را نوعی وکیل دانسته و نوشته‌است: «اصولاً قرارداد دلالی تابع مقررات راجع به وکالت است.» بنابراین مقررات وکالت در قانون مدنی و همچنین قواعد عمومی قراردادها (ماده ۱۹۰ قانون مدنی) برای تعیین شرایط این قرارداد مورد استفاده قرار می‌گیرد.

## در ایران
در ایران برخلاف دیگر کشورها قانونی برای تعیین محدوده دلالی و دستمزد وجود ندارد یا فقط در مورد دلال‌های به اصطلاح خرده بازار اجرا می‌شود دلالی در ایران گاهی به نوسان قیمت و سودهای کلان منجر می‌شود یا حتی گاهی دلال‌ها احتکار کالا هم می‌کنند در تمام کشورهای توسعه‌یافته مثلاً در بازار سهام پلیسی برای برخورد و رصد دلال‌ها وجود دارد که خرید و فروش و سود و حساب‌های بانکی آنان را بررسی می‌کند.

## پروانه دلالی
قانون راجع به دلالان (مصوب ۱۳۱۷ شمسی) تصدی به هر نوع دلالی را به داشتن پروانه منوط کرده‌است. اما در مورد شخصی که بدون پروانه به این شغل مبادرت ورزد، مشخص نکرده که دلالی او باطل است یا دلال مستحق اجرت نیست. به همین جهت در مواردی که دلالی بدون پروانه انجام شود، محاکم او را مستحق اجرت می‌دانند.
مرجع صدور پروانه دلالی معاملات بازرگانی، وزارت امور اقتصاد و دارایی و مرجع صدور پروانه دلالی معاملات ملکی نیز اداره کل ثبت اسناد و املاک است.

## فسخ قرارداد دلالی
با توجه به اینکه دلالی نوعی وکالت است، عقد جایز بوده و هر دو طرف در هر زمان حق فسخ آن را دارند. مگر اینکه در شرایط قرارداد (این نوع دلالی در اصطلاح دلالی انحصاری نامیده می‌شود) این حق را از خود سلب کنند. البته در این شرایط نیز اگر دلال از تعهدات و وظایف خود شانه خالی کند، آمر حق فسخ قرارداد را دارد.

## علت رجوع به دلال
به‌طور کلی مراجعه به دلال جز برای خرید و فروش سهام در بازار بورس اجباری نیست. اما با توجه به اینکه شناسایی طرف معامله کار آسانی نیست و تجار ممکن است با وضع محل آشنا نباشند، معمولاً ترجیح می‌دهند که با پرداخت مبلغ مختصری به عنوان حق دلالی مشتری مناسبی پیدا کنند.

## دستمزد دلال
برای آن که دلال مستحق دریافت دستمزد باشد، باید معامله به راهنمایی یا وساطت او انجام شده باشد. البته اجرای قرارداد شرط تحقق حق دلالی نیست و صرف انعقاد قرارداد دلال را مستحق اجرت می‌کند. در مورد دلالی معاملاتی که در آن اسناد رسمی تنظیم می‌شود، تنظیم قولنامه به معنای انعقاد قرارداد نیست و دلال را مستحق اجرت نمی‌کند.
همچنین دلال نمی‌تواند برای دریافت مخارجی که برای عملیات دلالی انجام می‌دهد، اقدام کند. مگر اینکه طرفین برخلاف آن تراضی کرده یا عرف تجارتی محل اینچنین مقرر کند

## انواع دلالی
دلالی یکی از قدیمی‌ترین شغل‌های بازرگانی است و نقش مهمی در تجارت ایفا می‌کند. قانون تجارت فرانسه در ماده ۷۷ خود انواع متفاوتی از آن مانند؛ دلالان کالا، دلالان حمل و نقل خاکی، حمل و نقل آبی و مواردی دیگر را ذکر کرده و عرف بازرگانان نیز انواع خاص دیگری مانند دلالان بیمه، دلالان تبلیغات و دلالان ازدواج را به آنان افزوده‌است.

## در سینما
گرگ وال استریت